# Oreogeton leptideus
Oreogeton leptideus är en tvåvingeart som beskrevs av Philippi 1865. Oreogeton leptideus ingår i släktet Oreogeton och familjen Oreogetonidae. Inga underarter finns listade i Catalogue of Life.